# 梁善長
梁善长（?—?），字崇一，号燮安，别号鉴堂，广东顺德伦教人，清朝政治人物。

## 生平
梁善长出身书香门第，自幼聪颖好学。乾隆四年（1739年）中进士。乾隆十五年（1750年）任陕西白水县知县。当地文风不盛，善长每月召集诸生，亲自讲授文章。白水有仓颉庙。梁善长撰写祭文，率众拜祭，并临摹相传为仓颉造字遗存的二十八个字，刻立《仓圣鸟迹书碑》，立于庙前。乾隆二十年（1755年），调任郃阳县知县。在郃阳任内，曾主持重修并扩建古莘书院。官至福建建安府同知，卒于任。
梁善长精书画，工诗，曾选注《广东诗粹》。著作有《赐衣堂文集》、《鉴塘诗钞》等。